# Захват Boeing 737 в Норвегии
Захват Boeing 737 в Норвегии — захват самолёта, произошедший 21 июня 1985 года. Авиалайнер Boeing 737-205 авиакомпании Braathens SAFE, выполнявший рейс BU 139 по маршруту Тронхейм—Осло, был захвачен 24-летним Стейном Арвидом Хусби. Почти на всём протяжении захвата Хусби находился в состоянии алкогольного опьянения. Это был первый случай захвата самолёта в Норвегии. В результате инцидента никто не пострадал и не погиб. Хусби был приговорён к трём годам тюремного заключения и пяти годам превентивного надзора.
Вооружённый пневматическим пистолетом, Хусби уведомил о захвате стюардессу и приказал командиру самолёта продолжать следовать в аэропорт назначения. Он соврал, что на борту находится взрывчатка. Его требования состояли в том, чтобы сделать политическое заявление и поговорить с премьер-министром Норвегии Коре Виллоком и министром юстиции Моной Рёкке. Самолёт приземлился в аэропорту Осло-Форнебу в 15:30 и был окружён полицией. Через час Хусби освободил 70 заложников в обмен на то, что самолёт был отбуксирован ближе к зданию аэровокзала. Тридцать минут спустя Хусби отпустил оставшихся пассажиров. Он пил на протяжении всего захвата, а в 17:30, после того как выпил весь запас пива, имевшийся в самолёте, в обмен на него сдал своё оружие. Самолёт был взят штурмом, а Хусби арестован.

## Самолёт
Boeing 737-205 (бортовой номер LN-SUG, серийный 20412, заводской 225) совершил первый полёт 15 декабря 1969 года. Оборудован двумя турбореактивными двигателями Pratt & Whitney JT8D-9A. 3 августа 1971 года был поставлен Braathens SAFE, где получил имя Harald Gille (в честь короля Норвегии Харальда IV Гилли). После инцидента с захватом продолжал эксплуатироваться Braathens, пока 28 апреля 1989 года не был передан авиакомпании Transwede Airways, в которой получил бортовой номер SE-DKH.

## Личность захватчика
Стейну Арвиду Хусби родом из Кармёя на момент захвата самолёта было 24 года. За день до захвата он выпустился из христианской старшей средней школы Тронхейма. Ранее он пять раз был осуждён за преступления, связанные с насилием, включая вооружённое ограбление такси и угрозы ленсману дробовиком. Он подвергался избиениям и издевательствам со стороны своего отца и начал пить в 13-летнем возрасте. Он потерял работу из-за пьянства и был помещён в психиатрическую лечебницу в 1980 году, в возрасте 19 лет. В 1983 году он был принят в христианскую школу, и ему удалось отказаться от алкоголя на два года, но незадолго до инцидента он снова начал пить. Он заявил, что боялся потерять своих друзей из-за злоупотребления алкоголем.

## Захват
21 июня 1985 года Boeing 737-205 авиакомпании Braathens следовал рейсом BU 139 по маршруту Тронхейм-Вернес—Осло-Форнебу. Вечером прошлого дня Хусби купил в Тронхейме пневматический пистолет. Оружие находилось в его ручной клади. Так как в аэропорту Тронхейм-Вернес не было контроля безопасности, Хусби беспрепятственно пронёс оружие на борт лайнера. Он выбрал место в хвостовой части самолёта. Когда самолёт находился в воздухе, захватчик показал стюардессе пневматический пистолет и попросил её сообщить командиру, что он хочет получить контроль над самолётом, при этом приказав продолжить лететь в аэропорт назначения. Стюардесса, а затем и угонщик использовали переговорное устройство для связи с пилотом. Полиция была проинформирована авиадиспетчерами об инциденте в 15:05.
Самолет приземлился в аэропорту Осло-Форнебу в 15:30, на пятнадцать минут позже запланированного времени. Самолёт занял стояночное место в 700 метрах от терминала. Он был немедленно окружён полицейским спецназом, а также сотрудниками полицейского управления Аскера и Берума. Двое специально обученных полицейских вели переговоры с Хусби с диспетчерской вышки. Форнебу был закрыт, а воздушное движение было перенаправлено в аэропорт Осло-Гардермуэн. Пассажиры не были проинформированы о захвате до тех пор, пока самолёт не окружила полиция. Угонщик ложно сообщил пассажирам и экипажу, что он установил взрывчатку в туалетных комнатах, но никто не пострадает, если они будут сотрудничать. Хусби был одет в костюм и солнцезащитные очки. Пассажиры на борту охарактеризовали его действия как спокойные. В течение всего инцидента Хусби неоднократно просил пиво и пил его.

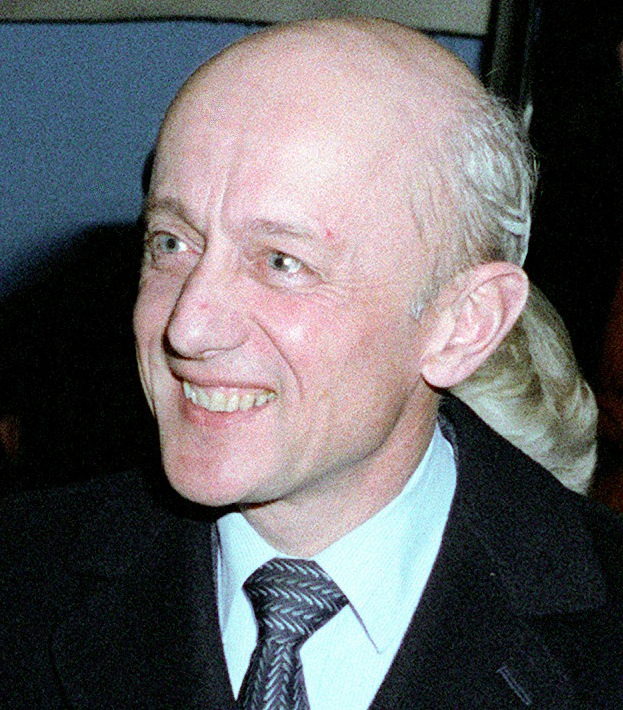
Захватчик требовал встречи с премьер-министром Коре Виллоком

Требования Хусби состояли в том, чтобы поговорить с премьер-министром Норвегии Коре Виллоком и министром юстиции Моной Рёкке. Он также хотел провести пресс-конференцию в Форнебу. Хусби был недоволен обращением с ним после того, как он вышел из тюрьмы. Он потребовал получить от властей гарантии лучшего обращения и экономической безопасности. При содействии психолога полиция провела переговоры с Хусби. Через час после посадки самолёта 70 пассажиров были освобождены. Взамен самолёт был отбуксирован ближе к зданию аэровокзала. Пассажиры были доставлены в терминал внутренних рейсов на автобусе, где они были допрошены полицией. Остальных пассажиров выпустили через тридцать минут. На борту остались только пять членов экипажа.
Друг Хусби помогал полиции в переговорах. В 18:30 пиво на борту закончилось, поэтому Хусби договорился, что выбросит пистолет из самолёта в обмен на пиво. Пиво было передано сотрудником полиции. Самолёт был немедленно взят штурмом спецназом, а Хусби арестован. В результате захвата никто не пострадал.

## Последствия
Во время судебного разбирательства Хусби заявил, что хотел бы получить помощь от общества и привлечь внимание к своему делу. Однако он заявил, что сожалеет о том, что совершил этот захват. Он заявил, что всё, чего он хотел, — это отправить сообщение министру юстиции и премьер-министру о том, что ему нужна помощь, и что он не хотел, чтобы другие пассажиры знали о его угрозах. Хусби заявил, что угон был спонтанным и что он изначально планировал совершить вооружённое ограбление или захватить заложников в отеле Radisson SAS в Осло. Его адвокат утверждал, что Хусби в соответствии с законом не совершал захват самолёта, а осуществил захват заложников, чтобы смягчить приговор. Судебные психологи заявили, что у Хусби было трудное детство, и в возрасте 17 лет он был признан алкоголиком. Они считали, что у него очень слабо развита способность принимать рациональные решения и слабое психическое здоровье. Они также заявили, что он совершал преступления, чтобы идентифицировать себя, из-за своей низкой самооценки. 29 мая 1986 года Хусби был признан виновным в захвате самолёта Апелляционным судом Боргартинга. Он был приговорён к трём годам тюремного заключения и пяти годам превентивного надзора.